# Nahusa
Nahusa är i indisk mytologi (Rigveda) namn på en berömd stamfader (heros eponymos) till en rsi-släkt och anges själv som författare till en Rigvedahymn.
I den episka litteraturen är Nahusa en sagokung, som till och med vid ett tillfälle vikarierade för Indra som gudarnas behärskare. I sitt övermod förolämpade han Indra och dennes gemål och blev som straff härför, samtidigt med att Indra återinträdde i sin funktion av gudafurste, slängd ned på jorden som en orm, som efter lång tid blev befriad från sin förbannelse av panduiden Yudhisthira.